# Eugeniusz Oksanicz
Eugeniusz Oksanicz (ur. 19 stycznia 1911 w Machnówku, zm. 8 lipca 1945 w Czarnej Wsi) – kapitan Wojska Polskiego, uczestnik II wojny światowej, kawaler Orderu Virtuti Militari.
Urodził się w 1911 roku w Machnówku koło Hrubieszowa w rodzinie chłopskiej. W latach 1922–1924 był uczniem gimnazjum klasycznego w Lublinie. W 1930 roku we Lwowie eksternistycznie zdał egzamin maturalny. Edukację zakończył w 1933 jako absolwent Instytutu Rolnego w Puławach. W czasie II wojny światowej wstąpił w szeregi armii polskiej organizowanej przez gen. Zygmunta Berlinga. Jako żołnierz przeszedł szlak bojowy od Lenino do Berlina. Brał też udział w walkach o przełamanie niemieckiej obrony na Odrze. Był dwukrotnie ranny, pierwszy raz pod Lenino (w stopniu chorążego pełnił funkcję zastępcy dowódcy kompanii), drugi pod Jabłonną. Po powrocie ze szpitala, jako porucznik został przydzielony do 1 pułku piechoty gdzie został zastępcą dowódcy pułku do spraw polityczno-wychowawczych. Wcześniej służbę pełnił w 2 pułku piechoty. Po zakończeniu wojny brał udział w walce z podziemiem zbrojnym. Zginął 8 lipca 1945 roku, z rąk oddziału Narodowych Sił Zbrojnych.
W 1983 roku 3 pułk zmechanizowany otrzymał imię patrona - kapitana Eugeniusza Oksanicza.

## Odznaczenia
- Krzyż Srebrny Orderu Virtuti Militari
- Order Czerwonej Gwiazdy
- Medal „Zasłużonym na Polu Chwały”
- Medal „Zasłużonym na Polu Chwały”[5].